# Бруд (Західнопоморське воєводство)
Бруд (пол. Bród) — село в Польщі, у гміні Хоцивель Старгардського повіту Західнопоморського воєводства.
Населення — 235 осіб (2011).
У 1975-1998 роках село належало до Щецинського воєводства.

## Демографія
Демографічна структура станом на 31 березня 2011 року:
|          | Загалом | Допрацездатний вік | Працездатний вік | Постпрацездатний вік |
| -------- | ------- | ------------------ | ---------------- | -------------------- |
| Чоловіки | 118     | 20                 | 86               | 12                   |
| Жінки    | 117     | 22                 | 73               | 22                   |
| Разом    | 235     | 42                 | 159              | 34                   |